# Liste der FFH-Gebiete im Landkreis Passau
Die Liste der FFH-Gebiete im Landkreis Passau zeigt die FFH-Gebiete des niederbayerischen Landkreises Passau in Bayern. Teilweise überschneiden sie sich mit bestehenden Natur-, Landschaftsschutz- und EU-Vogelschutzgebieten.
Im Landkreis befinden sich 16 und zum Teil mit anderen Landkreisen überlappende FFH-Gebiete.
| Bayerwaldbäche um Schöllnach und Eging am See                   |    | 7245-301 WDPA: 555521869 | Landkreis Deggendorf, Landkreis Freyung-Grafenau, Landkreis Passau        |                                               | ⊙ | 334,00   |  |
| Donau von Kachlet bis Jochenstein mit Inn- und Ilzmündung       |    | 7447-371 WDPA: 555521941 | Passau, Landkreis Passau                                                  |                                               | ⊙ | 508,02   |  |
| Donauauen zwischen Straubing und Vilshofen                      |    | 7142-301 WDPA: 555521831 | Straubing, Landkreis Deggendorf, Landkreis Passau                         | auch in Landkreis Straubing-Bogen             | ⊙ | 4.787,00 |  |
| Donauleiten von Passau bis Jochenstein                          |    | 7446-301 WDPA: 555521939 | Passau, Landkreis Passau                                                  |                                               | ⊙ | 517,47   |  |
| Erlau                                                           |    | 7347-371 WDPA: 555521909 | Landkreis Freyung-Grafenau, Landkreis Passau                              |                                               | ⊙ | 574,55   |  |
| Ilz-Talsystem                                                   |    | 7246-371 WDPA: 555521871 | Passau, Landkreis Freyung-Grafenau, Landkreis Passau                      | auch in Landkreis Regen                       | ⊙ | 2.846,58 |  |
| Laufenbachtal                                                   | BW | 7445-301 WDPA: 555521938 | Passau, Landkreis Passau                                                  |                                               | ⊙ | 312,00   |  |
| Moore im Bereich Sonnen-Wegscheid mit Abschnitten des Rannatals | BW | 7348-371 WDPA: 555521911 | Landkreis Passau                                                          |                                               | ⊙ | 262,01   |  |
| Nadelwälder der Schwanenkirchner Tertiärbucht                   |    | 7245-302 WDPA: 555521870 | Landkreis Deggendorf, Landkreis Passau                                    |                                               | ⊙ | 260,00   |  |
| Östlicher Neuburger Wald und Innleiten bis Vornbach             |    | 7446-371 WDPA: 555521940 | Passau, Landkreis Passau                                                  |                                               | ⊙ | 1.088,27 |  |
| Salzach und Unterer Inn                                         |    | 7744-371 WDPA: 555522025 | Landkreis Berchtesgadener Land, Landkreis Traunstein, Landkreis Altötting | auch in Landkreis Passau,Landkreis Rottal-Inn | ⊙ | 5.688,11 |  |
| Sand- und Lehmgrube Loizersdorf                                 | BW | 7246-372 WDPA: 555521872 | Landkreis Passau                                                          |                                               | ⊙ | 10,11    |  |
| Steinbruchgebiet nordwestlich Hauzenberg                        | BW | 7347-372 WDPA: 555521910 | Landkreis Passau                                                          |                                               | ⊙ | 13,33    |  |
| Unteres Vilstal                                                 |    | 7344-301 WDPA: 555521906 | Landkreis Deggendorf, Landkreis Passau                                    |                                               | ⊙ | 341,00   |  |
| Unterlauf der Rott von Bayerbach bis zur Mündung                | BW | 7545-371 WDPA: 555521969 | Landkreis Passau                                                          |                                               | ⊙ | 241,00   |  |
| Vilshofener Donau-Engtal                                        |    | 7345-301 WDPA: 555521907 | Landkreis Passau                                                          |                                               | ⊙ | 113,00   |  |
| Legende für Fauna-Flora-Habitat                                 |    |                          |                                                                           |                                               |   |          |  |